# برترند هالپرین
 برترند هالپرین (انگلیسی: Bertrand Halperin؛ زاده ۶ دسامبر ۱۹۴۱) یک فیزیک‌دان اهل ایالات متحده آمریکا است.